# Приступа Едуард Вікторович
Приступа Едуард Вікторович, творчий псевдонім Діля (нар. 18 вересня 1975, Харків) — український музикант, композитор, мультиінструменталіст, продюсер, співак.

## Біографія
Перші гастролі Едуарда були в 1979 році на Кавказі. У чотири роки виступив разом зі своїм батьком саксофоністом, в одному ансамблі.
З 1993 по 2004 рік працював в групі ТНМК, у складі якої став лауреатом першої премії на фестивалі «Червона рута-1997» (також отримав нагороду в номінації акустичної музики).
У 2004 році створив свій рок-гурт НеДіля.
З дитинства займається спортом: плавання, бокс, футбол. Виступає за футбольну команду зірок «Маестро».
У Едуарда був один офіційний шлюб.

### Освіта
Навчався у школі № 45 міста Харкова. Закінчив музичну школу № 9 по класу фортепіано.
З 1994 по 1998 роки навчався в Харківському музичному училищі імені Б. М. Лятошинського по класу естрадно-джазового вокалу.
Інститут екранних мистецтв ім. Івана Миколайчука — режисер театральних постановок та масових свят. Учасник хору ім. В'ячеслава Палкіна при Харківській консерваторії.
У 2003 році вступив до Державної академії керівних кадрів культури та мистецтв. Спеціальність «Режисер театральних постановок та масових свят».

## Творчість
Едуард Приступа працює в різних музичних напрямках з багатьма українськими та зарубіжними артистами (ТНМК — хіп-хоп і репкор, Росава — етно-фолк, «На Відміну від» — реп, АСТАРТА — етно-рок, гурт НЕДІЛЯ — ліричний і мелодійний попрок з елементами реггі).
Приступа співпрацює з бас-гітаристом британського рок-гурту Porcupine Tree Коліном Едвіном — Colin Edwin над створенням дебютного альбому-проєкту Astarta / Edwin, в якому бере участь американський гітарист Jon Durant.

### Зарубіжний досвід
Постійно бере участь у багатьох зарубіжних гастролях. У складі ТНМК — участь у великому французькому фестивалі Франції Les Francofolies.
Неодноразово виступав у Польщі з проєктом Росава.
Продюсуючи етно-гурт АСТАРТА, Приступа презентував дебютний альбом колективу «Перший національний».
У рамках фестивалю Дні України у Великій Британії Едуард виступив в Лондоні разом з проєктом Astarta / Edwin в 2013.

### Автор пісень та саундтреків
ТНМК 

ТНМК  [Архівовано 25 березня 2016 у Wayback Machine.]

Гурт Пара Нормальних Любви» [Архівовано 1 квітня 2016 у Wayback Machine.]

Росава Ніч»

А. Рудницька 

На Відміну Від мене» [Архівовано 19 вересня 2016 у Wayback Machine.]

Етно-гурт Астарта  [Архівовано 17 березня 2016 у Wayback Machine.]

А також співпраця з такими артистами як Віталій Козловський «З тобою я», Надія Мейхер, Євген Сафонов, Лера Массква, Тоня Матвієнко.

Автор гімну ФК Арсенал і музичного оформлення програми «Підйом» (Новий канал)

Пісня will fly» увійшла до фільму «Розыгрыш», відомого російського режисера Павла Лунгіна. 

Автор саундтреку до серіалу «Сила притяжения»

Викладач та консультант з вокалу фестивалю «Червона Рута» (49 виконавців, 2010 рік)

### Дискографія
1999 — гурт ТНМК «Зроби мені хіп-хоп»
2000 — Росава «Росава»
2001 — ТНМК «Неформат»
2001 — Росава «Просто неба»
2003 — ТНМК «РеФорматЦія»
2004 — ТНМК «Пожежі міста Вавілон»
2004 — гурт НЕДІЛЯ — «НЕДІЛЯ»
2005 — ТНМК «Jazzy» (live)
2006 — НЕДІЛЯ «Трохи теплих слів»
2007 — Росава «Колискові»
2008 — артпроєкт «Тричі — ПоНеДіЛоК» спільно з Сашком Положинським (Тартак)
2010 — НЕДІЛЯ «FORTISSIMO»
2011 — «Ді. Ор» — акустичний сольний альбом разом з Орест Криса.
2012 — АСТАРТА «Перший національний»
2013 — Збірник дитячих пісень «Віршолюбики»
2015 — сингл «Смешные любови»
2015 — сингл Paris
2015 — різдвяний сингл Gabriel's Message
2016 — Astarta/Edwin — інді-етно альбом з бас-гітаристом прог-рок гурту Porcupine Tree — Colin Edwin
2016 — сингл «Війна», записаний у співторчості з відомим музикантом -мультиінструменталістом Орестом Крисой.
2016 — сингл — «Байдики»
2016 — сингл — «Щасливий»
2016 — сингл — «Новий рік»

### Цікаві факти
- В юності був журналістом тижневика Теленеделя.
- Залишив Академію керівних кадрів на 5-му курсі, за 2 місяці до отримання диплому!
- Грає на декількох музичних інструментах — гітара, фортепіано, акордеоні. Мріє навчитися грати на саксофоні.
- Прекрасно готує — може приготувати і нагодувати не менше 50 осіб. Вже два роки дотримується вегетаріанства, але якщо вам потрібно приготувати картоплю — знає 34 рецепта приготування цього популярного овоча! Кулінарний коник відомого музиканта — крем-супи.
- Захоплюється сільським господарством та вирощує фруктовий сад.
- Добре грає в шахи.
- Щодня віджимається від підлоги 100 разів, а вранці приймає крижаний душ. Обов'язково на Водохреща пірнає в ополонку.
- У 2013 році музикант організував на свій день народження безпрецедентну акцію, замість святкування дня народження він попросив своїх друзів організувати збір коштів для Ніжинського інтернату для дітей з розумовими та фізичними проблемами розвитку  [Архівовано 25 березня 2016 у Wayback Machine.] це було
- У вересні 2021 року очолив компанію "Аудіоказки Українською", яка створює найбільшу аудіотеку казок та колискових українською мовою  [Архівовано 10 листопада 2021 у Wayback Machine.]